# Autopistas de Chile
Las autopistas de Chile son la red de vías de calzadas separadas en Chile que son generalmente de concesión y con peajes, mientras un grupo de estas son gratuitas y están mantenidas por el Estado a través del Ministerio de Obras Públicas. 
La ruta 5 Panamericana es la que posee más tramos concesionados en el país. Son 1900 km de carreteras continuas duplicadas entre Puerto Montt y Caldera.
En 2021, el país tenía, en total, unos 2500 km de carreteras duplicadas. 

## Lista de autopistas de Chile

### Autopistas y autovías interurbanas
| Denominación                          | Ruta                                                                                         | Longitud | Región                              | Concesionaria                                                            |
| ------------------------------------- | -------------------------------------------------------------------------------------------- | -------- | ----------------------------------- | ------------------------------------------------------------------------ |
| Autopista del Aconcagua               | - CH-5: Santiago-Los Vilos                                                                   | 218,24   | Coquimbo, Valparaíso, Metropolitana | Sociedad Concesionaria Autopista del Aconcagua S.A. (Globalvia)          |
| Autopistas de Antofagasta             | - CH-5: La Negra - Carmen Alto - CH-1: Antofagasta - Mejillones - CH-26: Antofagasta - Uribe | 207,8    | Antofagasta                         | Skanska                                                                  |
| Autopista del Elqui                   | - CH-5: Los Vilos - La Serena                                                                | 228,7    | Coquimbo                            | Sociedad Concesionaria ruta del Elqui S.A. (Sacyr)                       |
| Autopista del Itata                   | - CH-152: Chillán Viejo - Penco                                                              | 88,6     | Ñuble, Biobío                       |                                                                          |
| Autovía Litoral Central               | - F-90: Algarrobo - Casablanca                                                               | 81       | Valparaíso                          | Litoral Central S.A.                                                     |
| Autopista Los Andes                   | - CH-60: Peñablanca - La Calera - CH-60: Llay Llay - El Sauce                                | 90,5     | Valparaíso                          | Vías Chile Ltda. (Abertis)                                               |
| Autopista de Los Lagos                | - CH-5: Río Bueno - Puerto Montt                                                             | 135,95   | Los Ríos, Los Lagos                 | Sociedad Concesionaria de Los Lagos S.A.                                 |
| Autopista Los Libertadores            | - CH-57: Santiago - Los Andes                                                                | 116,82   | Valparaíso, Metropolitana           | Autopista Los Libertadores S.A.                                          |
| Autovía Melipilla                     | - G-60: Variante Melipilla                                                                   | 8        | Metropolitana                       | Melipilla S.A.                                                           |
| Autopista Ruta de la Araucanía        | - CH-5: Collipulli - Gorbea                                                                  | 144,98   | Araucanía                           | Ruta de la Araucanía Sociedad Concesionaria S.A.                         |
| Autopista Ruta de los Ríos            | - CH-5: Gorbea - Río Bueno                                                                   | 171,66   | Araucanía, Los Ríos                 | Ruta de los Ríos Sociedad Concesionaria S.A.                             |
| Autopista Ruta del Algarrobo          | - CH-5: La Serena - Vallenar                                                                 | 186,5    | Atacama, Coquimbo                   | Sociedad Concesionaria Ruta del Algarrobo S.A. (Sacyr)                   |
| Autopista Ruta del Canal              | - CH-5: Puerto Montt - Pargua                                                                | 55       | Los Lagos                           | Sociedad Concesionaria Ruta del Canal S.A.                               |
| Autopista Ruta del Limarí             | - CH-43: Ovalle - La Serena                                                                  | 77       | Coquimbo                            | Sociedad Concesionaria Ruta del Limarí S.A. (MOP; COPSA, Sacyr)          |
| Autopista Ruta del Maipo              | - CH-5: Buin - Camarico                                                                      | 182      | Metropolitana, O'Higgins, Maule     | Ruta del Maipo Sociedad Concesionaria S.A.                               |
| Autopista Ruta Maule-Ñuble            | - CH-5: Camarico - Nebuco                                                                    | 192,64   | Maule, Ñuble                        | Survías Maule-Ñuble S.A. (China Railway Construction Corporation)        |
| Autopista Ruta Sur Chillán-Collipulli | - CH-5: Nebuco - Collipulli                                                                  | 164,96   | Ñuble, Biobío, Araucanía            | Rutasur Chillán-Collipulli S.A. (China Railway Construction Corporation) |
| Autopista Rutas del Desierto          | - CH-1: Aeropuerto Diego Aracena - Iquique - CH-16: Iquique - Humberstone                    | 78,4     | Tarapacá                            | Sociedad Concesionaria Rutas del Desierto S.A. (Sacyr)                   |
| Autopista Rutas del Pacífico          | - CH-68: Santiago (Autopista Central) - Valparaíso.                                          | 119      | Valparaíso, Metropolitana           | Vías Chile Ltda. (Abertis)                                               |
| Autopista San Antonio-Santiago        | - CH-78: Santiago (Autopista Central) - San Antonio                                          | 110,06   | Valparaíso, Metropolitana           | Sacyr. Anteriormente Abertis                                             |
| Autopista Troncal Sur                 | - CH-60: Viña del Mar - Peñablanca                                                           | 40,98    | Valparaíso                          | Concesión Consorcio Rutas del Pacífico S.A.                              |
| Autopista Valles del Biobío           | - CH-146: Concepción - Cabrero - O-97-N: Cabrero - Huépil                                    | 103,4    | Ñuble, Biobío                       | Sociedad Concesionaria Valles del Biobío S.A.                            |
| Autopista Valles del Desierto         | - CH-5: Vallenar - Caldera                                                                   | 228,6    | Atacama                             | Sociedad Concesionaria Valles del Desierto S.A. (Sacyr)                  |

### Autopistas de Santiago
| Denominación         | Ruta | Longitud | Concesionaria |
| -------------------- | ---- | -------- | ------------- |
| Autopista Nororiente |      |          |               |
|                      |      |          |               |

### Autopistas del Gran Concepción
| Denominación | Ruta | Longitud | Concesionaria |
| ------------ | ---- | -------- | ------------- |
|              |      |          |               |
|              |      |          |               |
|              |      |          |               |

### Autopistas del Gran Valparaíso
| Denominación             | Ruta | Longitud | Concesionaria                                                 |
| ------------------------ | ---- | -------- | ------------------------------------------------------------- |
| Red Vial Litoral Central | F-90 | 90 km    | Sociedad Concesionaria Litoral Central S.A. (Grupo Costanera) |